# Österreichischer Filmpreis 2024
Die Verleihung der Österreichischen Filmpreise 2024 durch die Akademie des Österreichischen Films fand am 5. Juni 2024 im Wiener Rathaus statt und wurde von Thomas W. Kiennast inszeniert. Ende Jänner 2024 wurden die angemeldeten Filme veröffentlicht, die Nominierungen wurden am 11. April 2024 bekanntgegeben. Neu hinzu kam eine Kategorie für das Casting. Die meisten Nominierungen, in insgesamt elf Kategorien, erhielt Des Teufels Bad von Veronika Franz und Severin Fiala, gefolgt von Rickerl – Musik is höchstens a Hobby von Adrian Goiginger mit sieben Nominierungen. Moderatoren der Gala waren Emily Cox und Dirk Stermann.
| Film                                 | Nominierungen | Auszeichnungen |
| ------------------------------------ | ------------- | -------------- |
| Des Teufels Bad                      | 11            | 8              |
| Rickerl – Musik is höchstens a Hobby | 7             | 4              |
| Ein ganzes Leben                     | 4             | 0              |
| Europa                               | 4             | 0              |
| Wald                                 | 4             | 1              |
| Club Zero                            | 3             | 0              |
| Souls of a River                     | 3             | 1              |
| 27 Storeys                           | 2             | 0              |
| Alma und Oskar                       | 2             | 0              |
| Sisi & Ich                           | 2             | 1              |
| Wer hat Angst vor Braunau?           | 2             | 0              |

## Eingereichte Filme

### Spielfilme
1. 15 Jahre
2. Alma und Oskar
3. Am Ende wird alles sichtbar
4. Animal
5. Bosnischer Topf
6. Club Zero
7. Das neue Normal (Regie: Martin Kroissenbrunner)
8. Das Tier im Dschungel
9. Des Teufels Bad
10. Die Theorie von Allem
11. Die Vermieterin
12. Ein ganzes Leben
13. Europa
14. Griechenland
15. HADES – Eine (fast) wahre Geschichte aus der Unterwelt
16. Hals über Kopf
17. Heimsuchung
18. I am Here! (Regie: Ludwig Wüst)
19. Ingeborg Bachmann – Reise in die Wüste
20. Killviertel (Regie: Martin Pühringer)
21. Mermaids Don’t Cry
22. Neue Geschichten vom Franz
23. Operation White Christmas
24. Persona Non Grata
25. Pulled Pork
26. Rickerl – Musik is höchstens a Hobby
27. Sisi & Ich
28. Sparta
29. Stella. Ein Leben.
30. Wald
31. Wie kommen wir da wieder raus?

### Dokumentarfilme
1. 27 Storeys (Regie: Bianca Gleissinger)
2. Archiv der Zukunft (Regie: Joerg Burger)
3. Born To Windsurf – Björn Dunkerbeck (Regie: Gerald Salmina, Marvin Salmina)
4. Dein Leben – Mein Leben (Regie: Marko Doringer)
5. Emile – Erinnerungen eines Vertriebenen (Regie: Rainer Frimmel)
6. Kreis der Wahrheit (Regie: Robert Hofferer)
7. Matter Out of Place
8. Patrick and the Whale (Regie: Mark Fletcher)
9. Precious – Liebenswert (Regie: Carola Mair)
10. Projekt Ballhausplatz
11. Romantik! Schubert! (Regie: Anita Lackenberger)
12. She Chef (Regie: Melanie Liebheit, Gereon Wetzel)
13. Souls of a River (Regie: Chris Krikellis)
14. Vienna Calling (Regie: Philipp Jedicke)
15. Wer hat Angst vor Braunau?

### Kurzfilme
1. Aufnahmen einer Wetterkamera (Regie: Bernhard Wenger)
2. Bildwerden (Regie: Christiana Perschon)
3. Bye Bye, Bowser (Regie: Jasmin Baumgartner)
4. Cornetto im Gras (Regie: David Lapuch)
5. C-TV (Wenn ich Dir sage, ich habe Dich gern…) (Regie: Eva Egermann, Cordula Thym)
6. Der Riss (Regie: Paul Ertl)
7. Die unsichtbare Grenze (Regie: Mark Gerstorfer)
8. Echoes of Grief (Regie: Verena Repar)
9. Garten sprengen (Regie: Veronika Eberhart)
10. Happy Doom (Regie: Billy Roisz)
11. Kinderfilm (Regie: Total Refusal)
12. Never Come Back (Regie: Assaf Gruber)
13. NYC RGB (Regie: Viktoria Schmid)
14. Wankostättn (Regie: Karin Berger)

## Preisträger und Nominierte

### Bester Spielfilm
- Des Teufels Bad – Regie: Veronika Franz, Severin Fiala, Produktion Ulrich Seidl, Bettina Brokemper
  - Club Zero – Regie: Jessica Hausner, Produktion Bruno Wagner, Philippe Bober, Mike Goodridge, Johannes Schubert
  - Europa – Regie: Sudabeh Mortezai, Produktion Mehrdad Mortezai, Sudabeh Mortezai
  - Rickerl – Musik is höchstens a Hobby – Regie: Adrian Goiginger, Produktion Gerrit Klein, Peter Wildling, David Stöllinger, Martin Pfeil, Adrian Goiginger

### Bester Dokumentarfilm
- Souls of a River – Regie: Chris Krikellis, Produktion Peter Janecek
  - 27 Storeys – Regie: Bianca Gleissinger, Produktion Jens Meurer, Ralph Wieser, Judy Tossell
  - Archiv der Zukunft – Regie: Joerg Burger, Produktion Johannes Holzhausen, Johannes Rosenberger, Constantin Wulff
  - Wer hat Angst vor Braunau? – Regie: Günter Schwaiger,  Produktion Julia Mitterlehner, Günter Schwaiger

### Bester Kurzfilm
- Die unsichtbare Grenze – Regie Mark Gerstorfer
  - Cornetto im Gras – Regie David Lapuch
  - Der Riss – Regie Paul Ertl
  - Echoes of Grief – Regie Verena Repar

### Beste weibliche Darstellerin
- Anja Plaschg für Des Teufels Bad
  - Emily Cox für Alma und Oskar
  - Gerti Drassl für Persona Non Grata
  - Brigitte Hobmeier für Wald

### Bester männlicher Darsteller
- Voodoo Jürgens für Rickerl – Musik is höchstens a Hobby
  - Valentin Postlmayr für Alma und Oskar
  - Stefan Gorski für Ein ganzes Leben

### Beste weibliche Nebenrolle
- Maria Hofstätter für Des Teufels Bad
  - Agnes Hausmann für Rickerl – Musik is höchstens a Hobby
  - Gerti Drassl für Wald

### Beste männliche Nebenrolle
- Karl Fischer für Mermaids Don’t Cry
  - Tobias Resch für Ingeborg Bachmann – Reise in die Wüste
  - Ben Winkler für Rickerl – Musik is höchstens a Hobby

### Beste Regie
- Adrian Goiginger für Rickerl – Musik is höchstens a Hobby
  - Ulrich Seidl für Sparta
  - Veronika Franz, Severin Fiala für Des Teufels Bad

### Bestes Drehbuch
- Adrian Goiginger für Rickerl – Musik is höchstens a Hobby
  - Sudabeh Mortezai für Europa
  - Veronika Franz, Severin Fiala für Des Teufels Bad

### Beste Kamera
- Martin Gschlacht für Des Teufels Bad
  - Klemens Koscher für 27 Storeys
  - Klemens Hufnagl für Europa
  - Judith Benedikt für Souls of a River

### Bestes Kostümbild
- Tanja Hausner für Sisi & Ich
  - Monika Buttinger für Ein ganzes Leben
  - Thomas Oláh für Stella. Ein Leben.

### Beste Maske
- Judith Kröher Falch und Tünde Kiss-Benke für Des Teufels Bad
  - Heiko Schmidt und Kerstin Gaecklein für Club Zero
  - Helene Lang, Karoline Strobl und Michaela Sommer für Ein ganzes Leben

### Beste Musik
- Anja Plaschg für Des Teufels Bad
  - Wolf-Maximilian Liebich für She Chef
  - Diego Ramos Rodríguez und David Schweighart für Die Theorie von Allem
  - Hania Rani für Wald

### Bester Schnitt
- Michael Palm für Des Teufels Bad
  - Julia Drack für  Europa
  - Lisa Zoe Geretschläger für Souls of a River
  - Samira Ghahremani für Matter Out of Place

### Bestes Szenenbild
- Andreas Donhauser und Renate Martin für Des Teufels Bad
  - Jurek Kuttner und Marcel Beranek für Ein ganzes Leben
  - Katharina Wöppermann für Sisi & Ich

### Beste Tongestaltung
- Original-Ton William Edouard Franck, Sound-Design Veronika Hlawatsch, Mischung Manuel Grandpierre für Wald
  - Original-Ton Carlo Thoss, Sound-Design Philipp Mosser, Reinhard Schweiger, Mischung Manuel Grandpierre für 15 Jahre
  - Original-Ton Odo Grötschnig, Sound-Design Sebastian Watzinger, Rudolf Gottsberger, Mischung Thomas Pötz, Sebastian Watzinger für Animal
  - Original-Ton Stefan Rosensprung, Julia Mitterlehner, Sound-Design Nora Czamler, Mischung Manuel Grandpierre für Wer hat Angst vor Braunau?

### Bestes Casting
- Angelika Kropej für Rickerl – Musik is höchstens a Hobby
  - Lucy Pardee für Club Zero
  - Henri Steinmetz  für Des Teufels Bad

### Publikumsstärkster Kinofilm
- Andrea lässt sich scheiden für mehr als 174.000 Kinobesucher[6]